# 马里蒙莱贝内斯特罗夫
马里蒙-莱贝内斯特罗夫（法語：Marimont-lès-Bénestroff，法語發音：[maʁimɔ̃ lɛ benɛstʁɔf]，意为“贝内斯特罗夫附近的马里蒙”）是法国摩泽尔省的一个市镇，属于萨尔堡-萨兰堡区。

## 地理
马里蒙-莱贝内斯特罗夫（48°53'21"N, 6°47'0"E）面积3.99 平方千米，位于法国大東部大區摩泽尔省，该省份为法国东北部内陆省份，是洛林的一部分，西南接默尔特-摩泽尔省，东临下莱茵省，北与卢森堡和德国接壤。
与马里蒙-莱贝内斯特罗夫接壤的市镇（或旧市镇、城区）包括：巴桑、贝内斯特罗夫、布加尔特罗夫、内班、瓦勒-莱贝内斯特罗夫。
马里蒙-莱贝内斯特罗夫的时区为UTC+01:00、UTC+02:00（夏令时）。

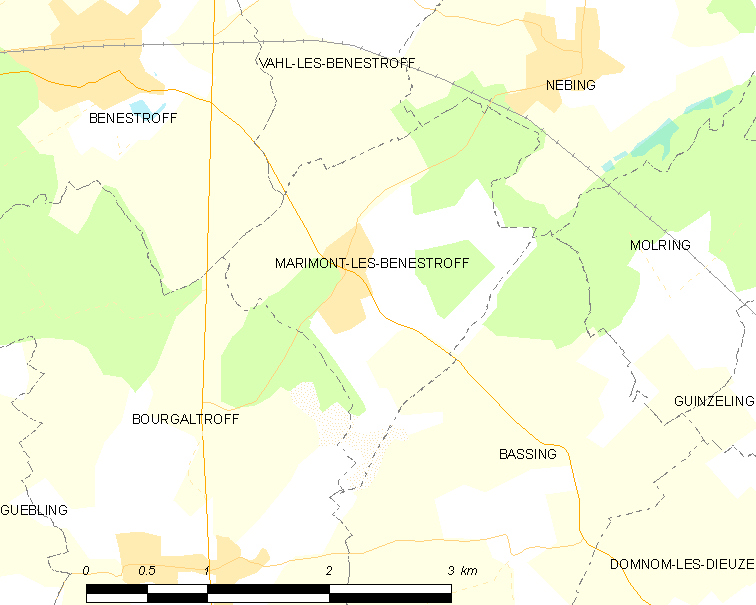
马里蒙-莱贝内斯特罗夫的OSM定位图

## 行政
马里蒙-莱贝内斯特罗夫的邮政编码为57670，INSEE市镇编码为57446。

## 政治
马里蒙-莱贝内斯特罗夫所属的省级选区为索努瓦县。

## 人口
马里蒙-莱贝内斯特罗夫于2022年1月1日时的人口数量为53人。

1962-2008年间马里蒙-莱贝内斯特罗夫人口变化图示